# Natividade
Natividade est une municipalité brésilienne de l'État de Rio de Janeiro et la Microrégion d'Itaperuna.